# 莱昂纳多·纳西门托·洛佩斯·德索萨
莱昂纳多·纳西门托·洛佩斯·德索萨（英語：Leonardo Nascimento Lopes de Souza，1997年5月28日—），简称莱奥·索萨或莱昂纳多，巴西职业足球运动员，现效力于中國足球超級聯賽俱乐部上海海港。
2023年，莱昂纳多·纳西门托·洛佩斯·德索萨成為中超球隊金靴。2025年1月，莱昂纳多·纳西门托·洛佩斯·德索萨加盟上海海港。